# Stazione di Ōgi (Hyōgo)
La stazione di Ōgi (青木駅?, Ōgi-eki) è una stazione ferroviaria della città di Kōbe nella prefettura di Hyōgo in Giappone, situata nel quartiere di Higashinada-ku. Dista 22,6 km ferroviari dal capolinea di Umeda.

## Linee
Ferrovie Hanshin
■ Linea principale Hanshin

## Struttura
La stazione è situata in superficie, con due marciapiedi a isola e quattro binari passanti in superficie. Il fabbricato viaggiatori, realizzato in una struttura provvisoria, è situato sotto il piano binari, e collegato ad essi da scale fisse.
La stazione verrà spostata su una struttura in viadotto nel 2015. 
| 1-2 | ■ Linea principale Hanshin | per Amagasaki, Umeda, Ōsaka Namba e Kintetsu Nara |
| 3-4 | ■ Linea principale Hanshin | per Uozaki, Sannomiya, Akashi e Himeji            |

## Stazioni adiacenti
| «                        | Servizio                                     | »                        |
| Linea principale Hanshin | Linea principale Hanshin                     | Linea principale Hanshin |
| ------------------------ | -------------------------------------------- | ------------------------ |
| Fukae                    | Locale                                       | Uozaki                   |
| Fukae                    | Esp. lim. sezionale                          | Capolinea                |
| Transito                 | Espr. rapido Esp. limitato Esp. lim. diretto | Transito                 |